# Biba
Biba foi uma das mais famosas butiques de moda feminina dos anos 60 e 70. Fundada em Londres, em 1964, por Barbara Hulanicki, na Abingdon Road, ganhou fama mundial por criar e vender roupas próprias de qualidade prêt-à-porter de alta costura por preços acessíveis às jovens de classe média britânica, e funcionou como centro irradiador de moda popularizando a minissaia - criada por Mary Quant, mas colocada nas ruas pelas meninas inglesas através da Biba – e linhas de roupas e batas coloridas e de grafismos psicodélicos e inovadores, bem ao gosto da juventude da Swinging London dos anos 60.
Marca preferida de modelos, artistas e socialites, apesar de seus preços acessíveis ao consumidor comum – razão maior de sua fama - seu estilo difundiu-se pelo mundo; no Brasil, uma loja homônima, Bibba, inspirada no estilo de roupas na famosa marca londrina, também foi importante e famosa como inovadora de moda nos anos 60 e 70 no Rio de Janeiro, com a loja localizada no sofisticado bairro de Ipanema freqüentada pelo mesmo tipo de público jovem e formador de opinião da famosa marca de Londres.
Seu estilo inovador de vender roupas consistia em jamais colocar qualquer produto nas vitrines, de maneira a aguçar a curiosidade das pessoas fora da loja, ter uma decoração completamente inovadora dentro e ser a primeira butique de roupas do mundo a funcionar com música ambiente em tempo integral, no caso, Rock n' roll e pop britânico.
Em 1974, a loja mudou-se para o edifício de sete andares da loja de departamentos Derry & Toms, o que imediatamente atraiu mais de um milhão de visitantes por semana, tornando-a uma das atrações turísticas mais visitadas de Londres. Após desentendimentos criativos entre Hulanick e os donos da Derry & Toms, a icônica loja fechou finalmente as portas em 1976 e ela passou a trabalhar como estilista para Cacharel e Fiorucci.
No começo de seu funcionamento, a Biba teve entre suas vendedoras a jovem Anna Wintour, que décadas depois se tornaria a jornalista de moda mais influente do mundo, ao se tornar editora-chefe da revista Vogue americana.